# Myzetom

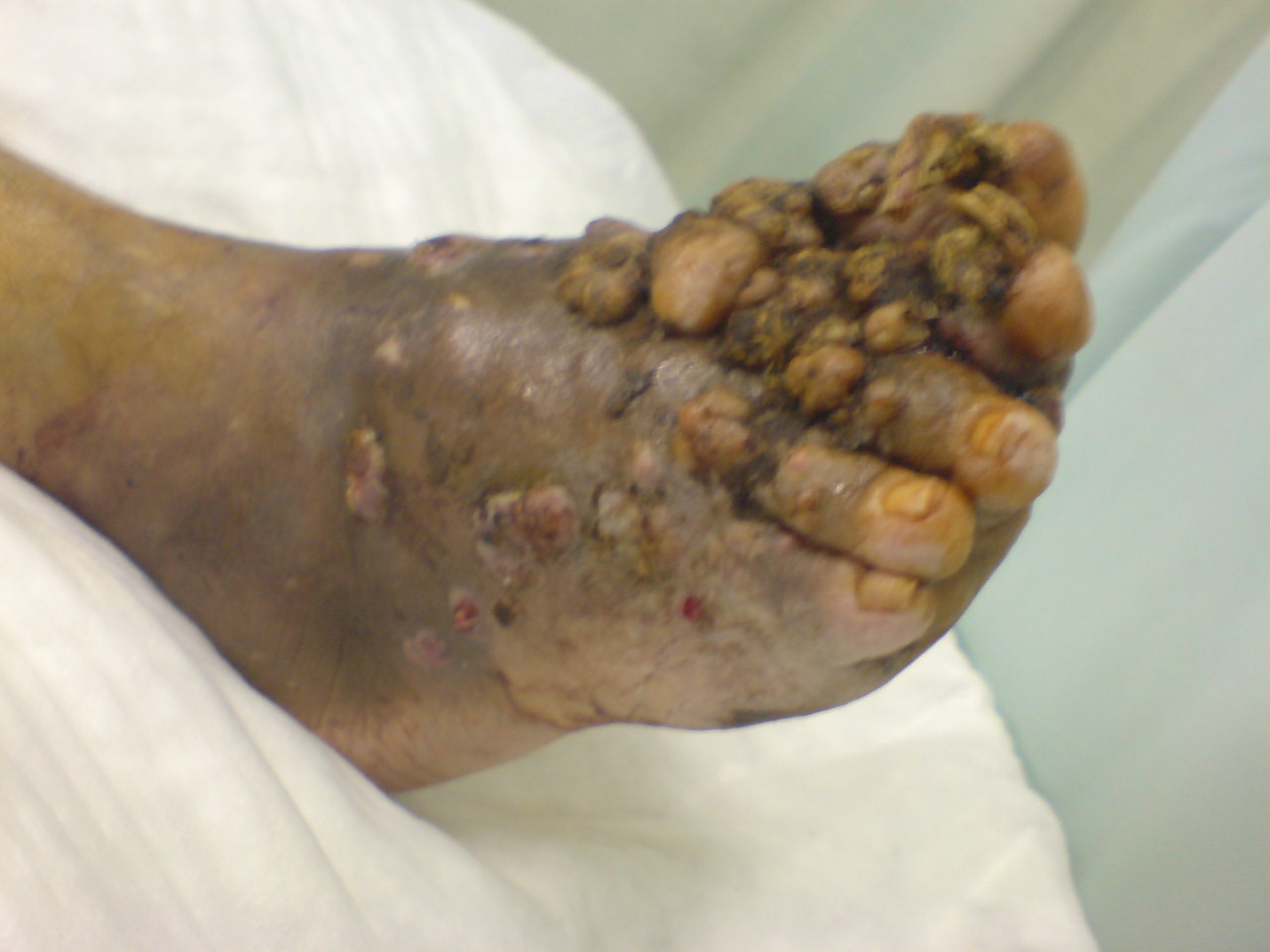
Von einem Myzetom befallener Fuß

Das Myzetom oder Mycetom (als Krankheitsbild auch Madura-Fuß und Maduramykose genannt) ist ein chronisches Granulationsgeschwulst, das in erster Linie in den Tropen, aber auch den Subtropen vorkommt. 
Es wird vor allem durch Pilze verursacht, die in eine Wunde der Haut, zum Beispiel durch eine Verletzung mit Holzsplittern oder Dornen beim Barfußgehen, eingetragen werden. In diesem Fall wird von einem Eumyzetom gesprochen. Zu den Krankheitserregern zählen die Pilzgattungen Madurella (insbesondere Madurella mycetomatis), Allescheria und Candida sowie Monosporium apiospermum bzw. Scedosporium apiospermum. Die Inkubationszeit beträgt mehrere Tage bis zu Monate. Sind dagegen Bakterien, zum Beispiel aus der Gattung Streptomyces oder die Nocardia-Art Nocardia madurae, Verursacher der Krankheit, wird von einem Aktinomyzetom gesprochen (Dieses kommt vor allem in Lateinamerika als schmerzhafte Form des Myzetoms vor).
Die Diagnose erfolgt anhand des durch eine chirurgische Probebiopsie aus der Geschwulst gewonnenen Materials.
Therapiert wird vor allem die aktinomyzetische Form des Myzetoms zunächst mit Antibiotika (Sulfonamiden, Cotrimoxazol und Streptomycin). Bei der pilzbedingten Form sollte primär eine chirurgische Behandlung, bei Bedarf auch mit Strahlresektion, erfolgen.